# Wayne Northrop
Wayne Alan Northrop (Sumner, Washington; 12 de abril de 1947-Woodland Hills, Los Ángeles; 29 de noviembre de 2024) fue un actor estadounidense conocido por sus papeles en las series Dinastía y Days of Our Lives.

## Biografía
Wayne Northrop nació en Sumner, estado de Washington, el 12 de abril de 1947. Se graduó de la Universidad de Washington con una licenciatura en Comunicaciones, para luego tomar clases de actuación en el Seattle Community College. El 9 de mayo de 1981, se casó con la actriz Lynn Herring, con quien tuvo dos hijos.
Tras padecer la enfermedad de Alzheimer durante seis años, murió el 29 de noviembre de 2024 en el Motion Picture & Television Country House and Hospital de Woodland Hills, Los Ángeles, a los 77 años.

## Trayectoria
En Dinastía interpretó a Michael Culhane, chofer del magnate petrolero Blake Carrington, desde el episodio piloto hasta el final de la primera temporada. Más tarde volvió a verse en la séptima temporada, desde su estreno en 1986 hasta 1987.
En Days of Our Lives personificó al detective Roman Brady, personaje que interpretó durante los periodos 1981-1984 y 1991-1994. Luego haría de Rex Stanton en el serial televisivo Port Charles, de 1997 a 1998. En agosto de 2005, regresó a Days of Our Lives como un nuevo personaje llamado Dr. Alex North.

## Filmografía

### Series de TV
- Days of Our Lives (1965- )
- Caso abierto (Cold Case, 2003-2010)
- Port Charles (1997-2003)
- L.A. Firefighters (1996-1997)
- Jóvenes jinetes (The Young Riders, 1989-1992)
- La ley de Los Ángeles (L. A. Law, 1986–1994)
- Hotel (1983–1988)
- Dinastía (Dynasty, 1981–1989)
- You Are the Jury (1984–1987)
- Los Walton (The Waltons, 1972–1981)
- Baretta (1975–1978)
- Con ocho basta (Eight Is Enough, 1977–1981)

### Películas de TV
- Mente tortuosa (The Haunting of Lisa, 1996)
- Never Say Never: The Deidre Hall Story (1995)
- Luchando por el Triunfo (Going for the Gold: The Bill Johnson Story, 1985)
- Mendigo y ladrón (Beggarman, Thief, 1979)

## Encales externos
- Wayne Northrop en Internet Movie Database (en inglés).
- Wayne Northrop en Apple TV+.

- Datos: Q731610